# PPAP (album)
PPAP è un album in studio di Pikotaro, pubblicato il 7 dicembre 2016 da Avex Group.

## Singoli
PPAP (Pen-Pineapple-Apple-Pen) è stato pubblicato come primo estratto del tormentone il 7 ottobre 2016.

The Theme Song of Pikotaro è stato pubblicato come secondo estratto il 10 ottobre 2016.

Romita Hashinikov è stato pubblicato come terzo estratto il 13 ottobre 2016.

Kashite Kudasaiyo è stato pubblicato come quarto estratto il 17 ottobre 2016.

Neo Sunglasses è stato pubblicato come quinto estratto il 21 ottobre 2016.

## Tracce
CD
1. PPAP (Pen-Pineapple-Apple-Pen) – 0:45
2. Romita Hashinikov
3. Kashite Kudasaiyo
4. The Theme Song of Pikotaro
5. Neo Sunglasses (Japanese)
6. Neo Sunglasses (English)
7. PPAP (Pen-Pineapple-Apple-Pen) (Long Version)
8. PPAP (Pen-Pineapple-Apple-Pen) (Kosaka Damaiou Remix)
9. PPAP (Pen-Pineapple-Apple-Pen) (Kosaka Damaiou Remix #2)

DVD
1. PPAP (Pen-Pineapple-Apple-Pen) (Music Video)
2. PPAP (Pen-Pineapple-Apple-Pen) (Long Version – Music Video)
3. Romita Hashinikov (Music Video)
4. Kashite Kudasaiyo (Music Video)
5. The Theme Song of Pikotaro (Music Video)
6. Neo Sunglasses (Music Video)
7. PPAP (Pen-Pineapple-Apple-Pen) (Kosaka Damaiou Remix – Music Video)
8. PPAP (Pen-Pineapple-Apple-Pen) (Kosaka Damaiou Remix #2 – Music Video)

Bonus della versione DVD
1. Neo Sunglasses (English – Music Video)